# Ove Hidemark

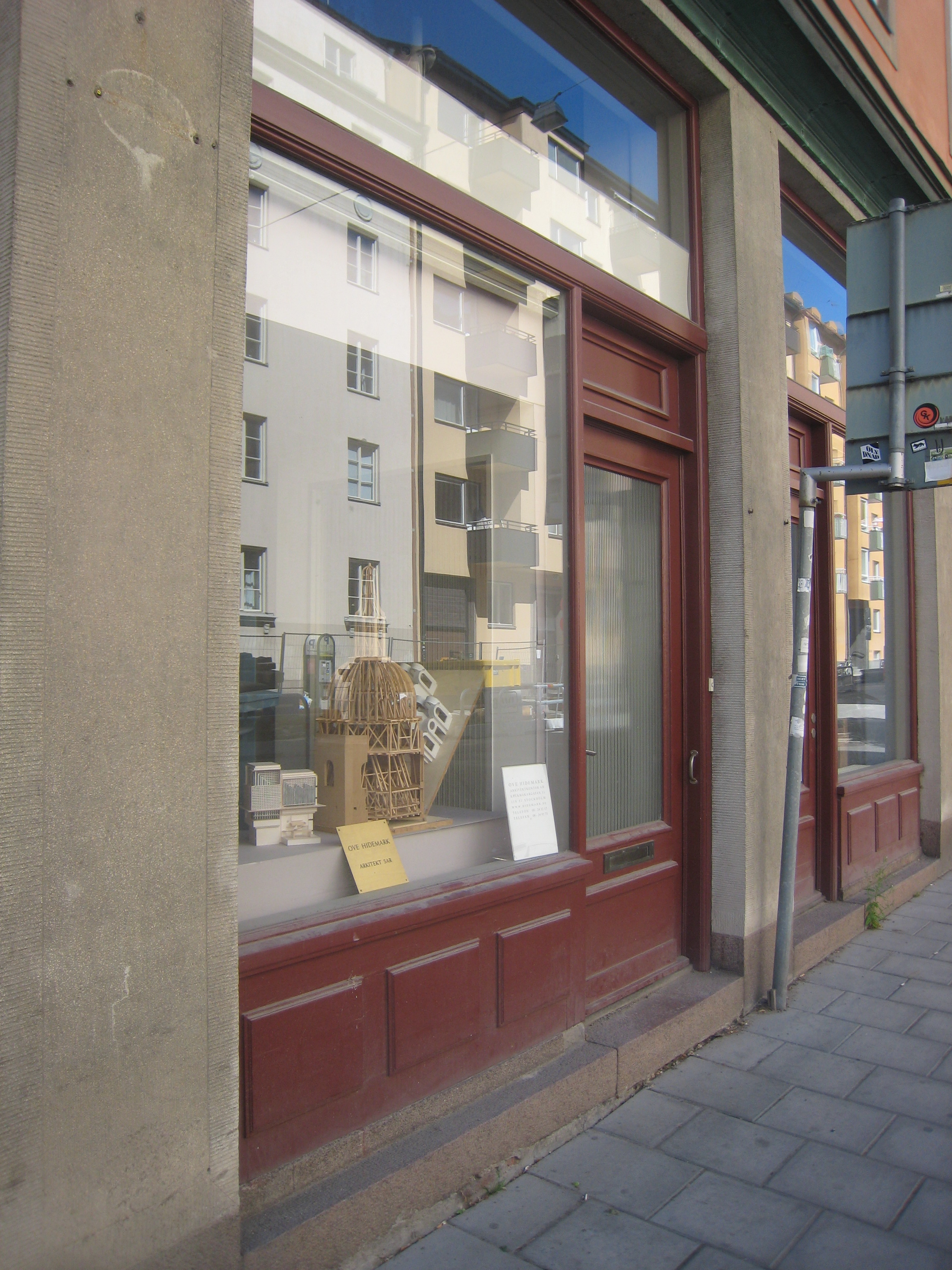
Hidemarks arkitektkontor på Krukmakargatan, Stockholm.

Ove Hidemark, född 25 februari 1931 i Stockholm, död 5 januari 2015 i Stockholm, var en svensk arkitekt och professor i Restaureringskonst vid Konsthögskolan i Stockholm.

## Biografi
Hidemark var författare till ett flertal böcker om äldre byggnader och byggnadsvård och en av de tre stora inom restaureringskonsten i Sverige under 1900-talet. De andra två är riksantikvarie Sigurd Curman och arkitekt Erik Lundberg. Som restaureringsarkitekt representerar Ove Hidemark perioden efter 1970. Efterkrigstidens framtidsoptimism ifrågasattes när det västerländska samhället drabbades av en djup kris i slutet av 1960-talet. Som motreaktion på rivningsivern i stadskärnorna, kom värdet hos gamla byggnader och miljöer att omprövas. I samband med Skoklosters slotts restaurering samma decennium fick Ove Hidemark en framträdande roll som restaureringsarkitekt. Sommaren 1963 blev han inkopplad för ombyggnad av Biskopsgården på Sätra brunn. Den antikvariska kompetensen hade han inhämtat på Kungliga Konsthögskolan med Erik Lundberg som lärare. Metoden som Hidemark utvecklade är en blandning mellan vetenskaplig empiri och en mer reflekterande ingång. Betydelsefull för det breda intresset för byggnadsvård är hans bok Så renoveras torp och gårdar från 1971 (9:e upplagan 2011). Han startade även restaureringsutbildningen vid Konsthögskolans Arkitekturskola 1978, och blev professor i Restaureringskonst där 1986-94.
Hidemark har varit sakkunnig vid ett stort antal byggnadsprojekt, till exempel av restaureringen av Övergrans kyrka, samt grundat Ove Hidemark Arkitektkontor AB. Han har varit slottsarkitekt vid Stockholms slott och Drottningholms slott samt domkyrkoarkitekt i Strängnäs. Han har varit huvudarkitekten bakom återuppbyggnaden av Katarina kyrka. Bland Hidemarks egna verk finns Lilla Aska krematorium i Linköping från 1988 och Skogens hus på Skansen från 1990.
Ove Hidemark arkitektkontor tilldelades Kasper Salinpriset 1984 för Gävle teaters om- och tillbyggnad och en andra gång, 1989, för nybyggnaden Lilla Aska kapellkrematorium. År 1999 tilldelades Hidemark Samfundet S:t Eriks plakett, och 2003, tillsammans med civilingenjör Krister Berggren, Stadsholmens kulturpris.
Hidemark var gift med Elisabet Stavenow-Hidemark och bror till arkitekten Bengt Hidemark.

## Bilder

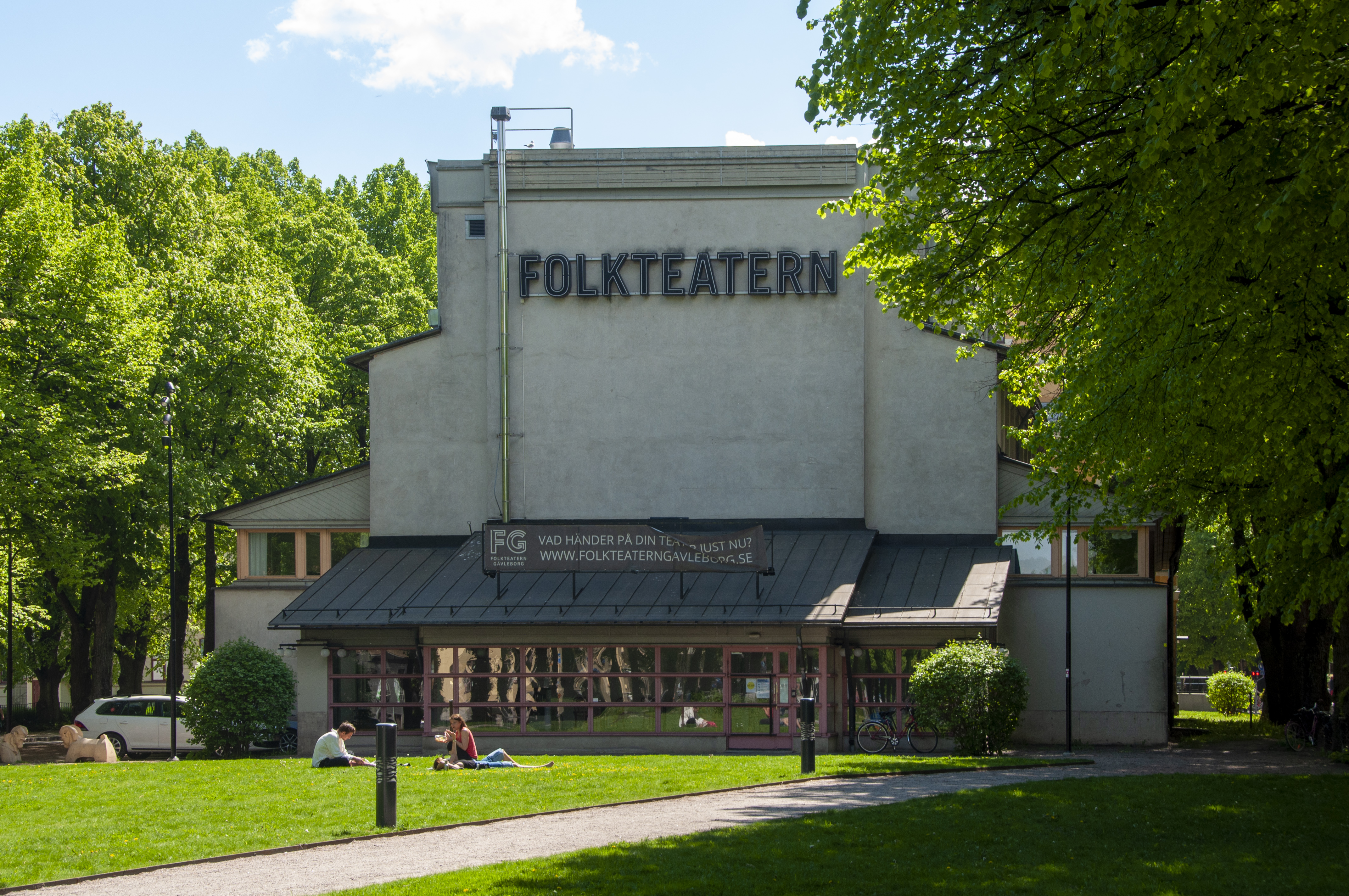
Tillbyggnad av Gävle teater
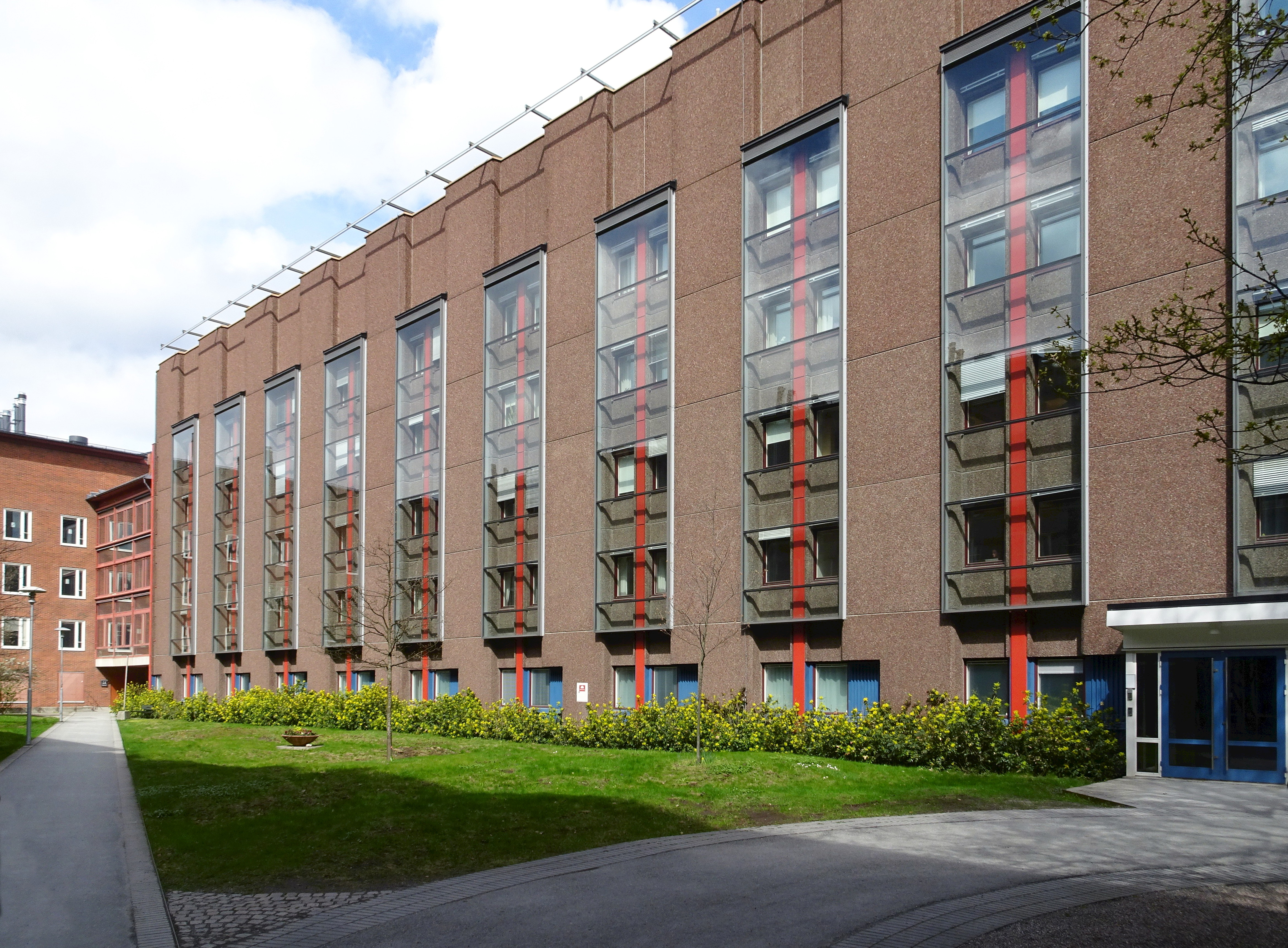
Berzeliuslaboratoriet
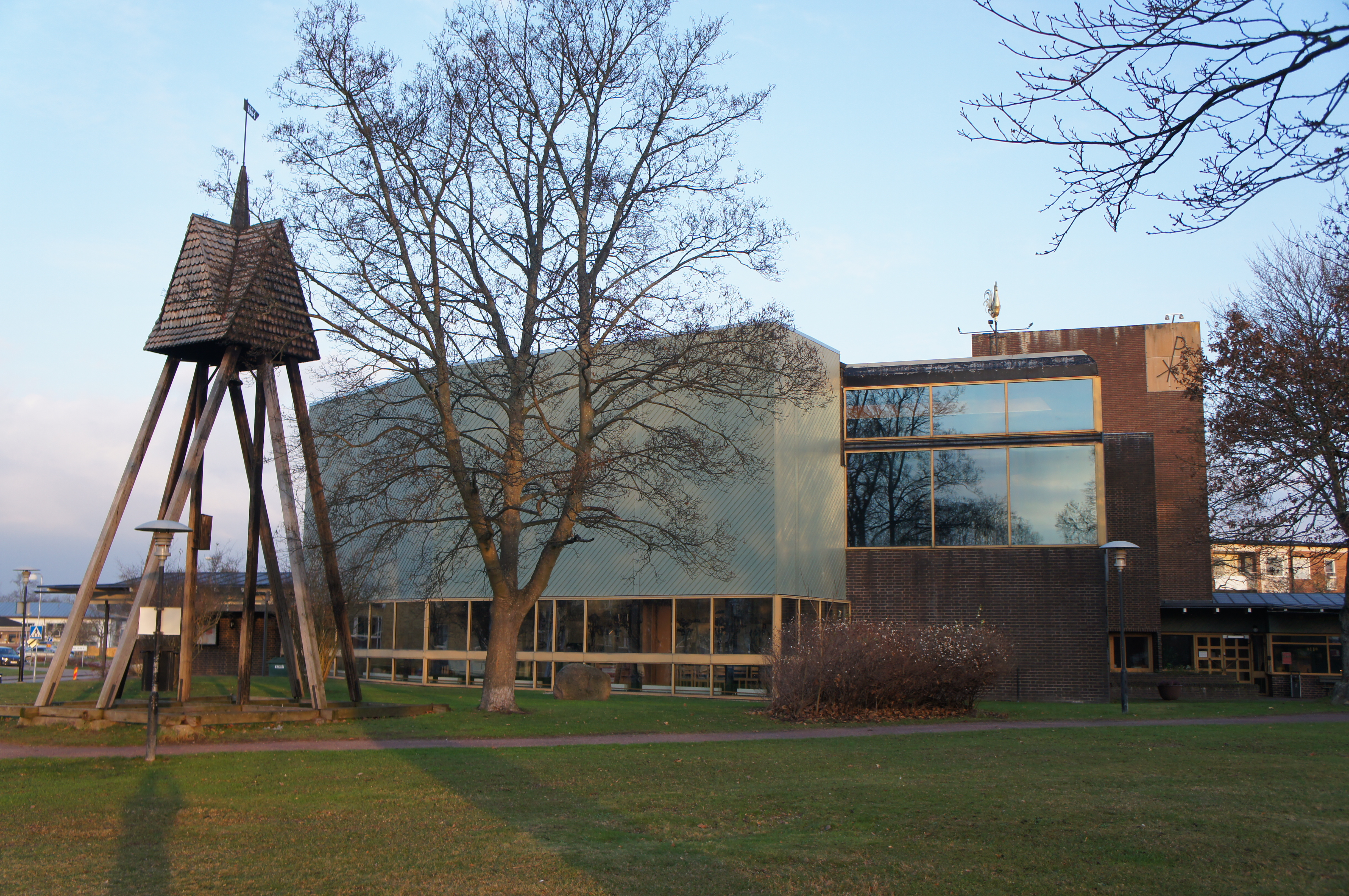
Sankta Birgitta kyrka, Kalmar
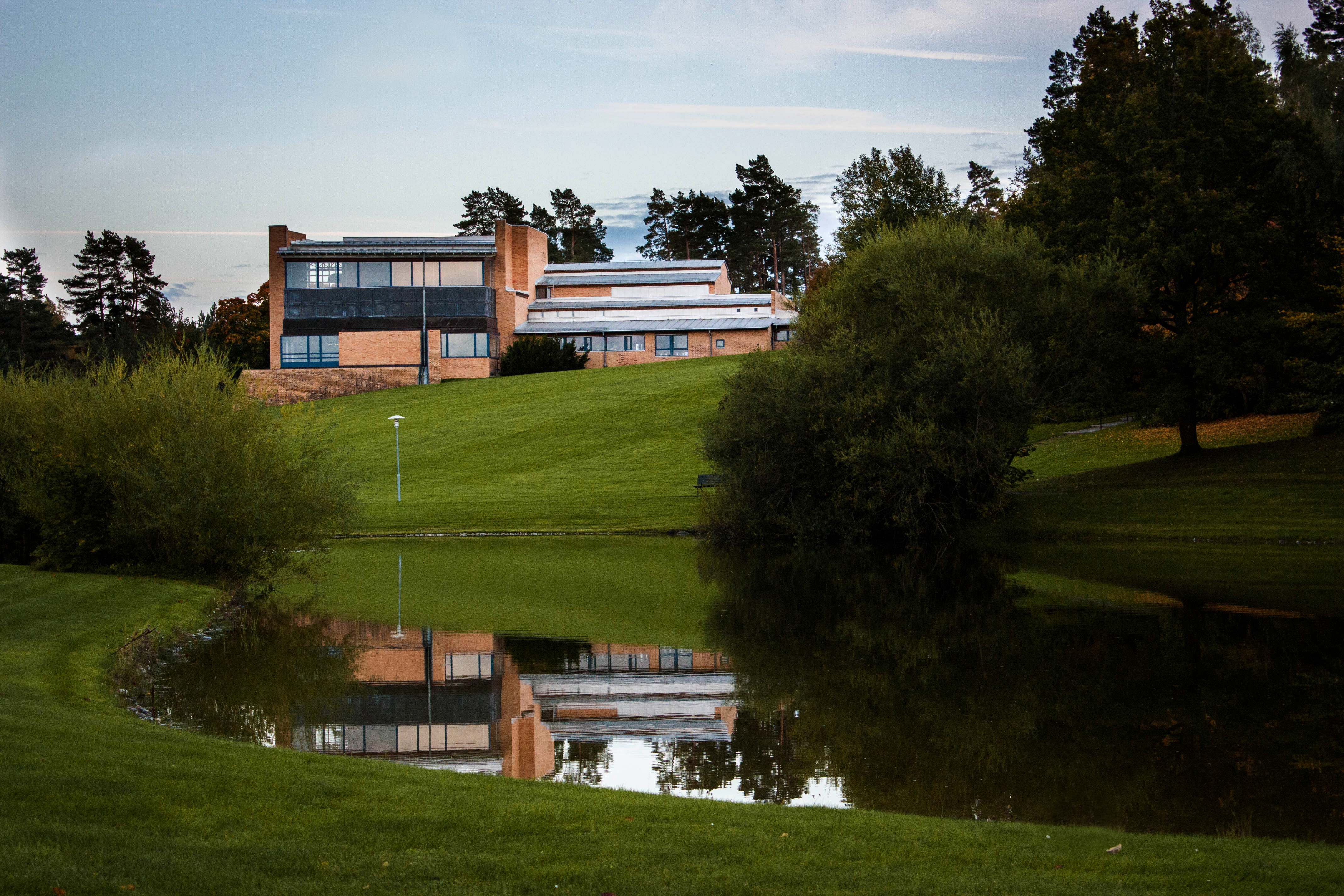
Lilla Aska kapellkrematorium